# 厄巴纳 (伊利诺伊州)
厄巴纳（英語：Urbana， /ɜːrˈbænə/）是美国伊利诺伊州的一个城市，尚佩恩郡县治所在地，人口39,484人。該市与尚佩恩市组成一个联结城镇“Champaign-Urbana”。厄巴纳市是伊利诺伊大学所在地。是一个非常重要的大学城。 也是一个重要的农业城。历史悠久，曾为法国殖民地。1822年开始有人于此定居，当时被人们称为“大树林”（Big Grove）。